# Élections municipales de 1983 à La Réunion
Les élections municipales de 1983 à La Réunion ont eu lieu les 6 et 13 mars 1983.
Vingt des vingt-quatre maires de l'île ont été élus ou réélus dès le 1er tour.
Ce scrutin est marqué par une forte poussée de la gauche, phénomène déjà constaté lors des élections régionales du 20 février 1983. Les communistes remportent ainsi Saint-Leu, Saint-Louis, Saint-Pierre et Sainte-Rose, les socialistes Petite-Île et Saint-Benoît, et les divers gauche Sainte-Marie.

## Maires sortants et maires élus
| Commune                 | Maire sortant                 | Parti | Parti | Maire élu            | Parti | Parti |
| ----------------------- | ----------------------------- | ----- | ----- | -------------------- | ----- | ----- |
| Bras-Panon              | Paul Moreau                   |       | RPR   | Paul Moreau          |       | RPR   |
| Cilaos                  | Irénée Accot                  |       | DVD   | Irénée Accot         |       | DVD   |
| Entre-Deux              | Daniel Tholozan               |       | DVD   | Daniel Tholozan      |       | DVD   |
| L'Étang-Salé            | José Pinna                    |       | UDF   | José Pinna           |       | UDF   |
| La Plaine-des-Palmistes | Marcel Boissier               |       | PS    | Marcel Boissier      |       | PS    |
| La Possession           | Roland Robert                 |       | PCR   | Roland Robert        |       | PCR   |
| Le Port                 | Paul Vergès                   |       | PCR   | Paul Vergès          |       | PCR   |
| Le Tampon               | Paul Badré                    |       | RPR   | André Thien Ah Koon  |       | RPR   |
| Les Avirons             | Henri Fort                    |       | RPR   | Joseph Lacaille      |       | DVD   |
| Les Trois-Bassins       | Rieul Lauret                  |       | RPR   | Rieul Lauret         |       | RPR   |
| Petite-Île              | Armand Nativel                |       | RPR   | Christophe Payet     |       | PS    |
| Saint-André             | Jean-Paul Virapoullé          |       | UDF   | Jean-Paul Virapoullé |       | UDF   |
| Saint-Benoît            | David Moreau                  |       | RPR   | Jean-Claude Fruteau  |       | PS    |
| Saint-Denis             | Auguste Legros                |       | RPR   | Auguste Legros       |       | RPR   |
| Saint-Joseph            | Guy Hoarau                    |       | UDF   | Guy Hoarau           |       | UDF   |
| Saint-Leu               | Marie-Thérèse de Chateauvieux |       | UDF   | Mario Hoarau         |       | PCR   |
| Saint-Louis             | Jean Fontaine                 |       | UDF   | Claude Hoarau        |       | PCR   |
| Saint-Paul              | Paul Bénard                   |       | RPR   | Paul Bénard          |       | RPR   |
| Saint-Philippe          | Wilfrid Bertile               |       | PS    | Wilfrid Bertile      |       | PS    |
| Saint-Pierre            | Paul-Alfred Isautier          |       | UDF   | Élie Hoarau          |       | PCR   |
| Sainte-Marie            | Yves Barau                    |       | RPR   | Axel Kichenin        |       | DVG   |
| Sainte-Rose             | Alix Elma                     |       | UDF   | Ary Payet            |       | PCR   |
| Sainte-Suzanne          | Lucet Langenier               |       | PCR   | Lucet Langenier      |       | PCR   |
| Salazie                 | Jean-Claude Welmant           |       | RPR   | Roland Elisabeth     |       | DVD   |

### Résultats en nombre de maires
| Partis       | Partis                             | Maires sortants | Maires élus | Évolution |
| ------------ | ---------------------------------- | --------------- | ----------- | --------- |
|              | Rassemblement pour la République   | 11              | 6           | 5         |
|              | Divers droite                      | 2               | 4           | 2         |
|              | Union pour la démocratie française | 6               | 2           | 4         |
| Total droite | Total droite                       | 19              | 12          | 7         |
|              | Parti communiste réunionnais       | 3               | 7           | 4         |
|              | Parti socialiste                   | 2               | 4           | 2         |
|              | Divers gauche                      | 0               | 1           | 1         |
| Total gauche | Total gauche                       | 5               | 12          | 7         |
| Total        | Total                              | 24              | 24          | -         |

## Résultats dans les communes

### Bras-Panon
- Maire sortant : Paul Moreau (RPR)
- 29 sièges à pourvoir au conseil municipal

| Tête de liste | Tête de liste  | Liste       | Premier tour | Premier tour | Sièges | Sièges |
| Tête de liste | Tête de liste  | Liste       | Voix         | %            | CM     |        |
| ------------- | -------------- | ----------- | ------------ | ------------ | ------ | ------ |
|               | Paul Moreau    | RPR         | 1 811        | 58,10        | 24     |        |
|               | Nicaise Picard | PCR         | 988          | 31,69        | 4      |        |
|               | Guy Thazard    | Gauche      | 318          | 10,20        | 1      |        |
|               |                |             |              |              |        |        |
| Inscrits      | Inscrits       | Inscrits    | 4 005        | 100,00       |        |        |
| Abstentions   | Abstentions    | Abstentions | 493          | 12,30        |        |        |
| Votants       | Votants        | Votants     | 3 512        | 87,70        |        |        |
| Exprimés      | Exprimés       | Exprimés    | 3 477        | 86,81        |        |        |

### Cilaos
- Maire sortant : Irénée Accot (DVD)
- 29 sièges à pourvoir au conseil municipal

|             | Irénée Accot      | DVD         | 1 288 | 57,30  | 24 |  |  |  |
|             | Paul Técher       | RPR         | 537   | 23,90  | 3  |  |  |  |
|             | Jean-Luc Gonthier | Gauche      | 415   | 18,60  | 2  |  |  |  |
|             |                   |             |       |        |    |  |  |  |
| Inscrits    | Inscrits          | Inscrits    | 2 799 | 100,00 |    |  |  |  |
| Abstentions | Abstentions       | Abstentions | 518   | 18,51  |    |  |  |  |
| Votants     | Votants           | Votants     | 2 281 | 81,49  |    |  |  |  |
| Exprimés    | Exprimés          | Exprimés    | 2 244 | 80,17  |    |  |  |  |

### Entre-Deux
- Maire sortant : Daniel Tholozan (DVD)
- 27 sièges à pourvoir au conseil municipal

|             | Daniel Tholozan      | DVD         | 1 129 | 58,80  | 22 |  |  |  |
|             | Paul Clain           | DVD         | 437   | 22,76  | 3  |  |  |  |
|             | Jean-Maurice Nativel | Gauche      | 354   | 18,43  | 2  |  |  |  |
|             |                      |             |       |        |    |  |  |  |
| Inscrits    | Inscrits             | Inscrits    | 2 284 | 100,00 |    |  |  |  |
| Abstentions | Abstentions          | Abstentions | 325   | 14,23  |    |  |  |  |
| Votants     | Votants              | Votants     | 1 959 | 85,77  |    |  |  |  |
| Exprimés    | Exprimés             | Exprimés    | 1 920 | 84,06  |    |  |  |  |

### L'Étang-Salé
- Maire sortant : José Pinna (UDF)
- 29 sièges à pourvoir au conseil municipal

|             | José Pinna   | UDF         | 2 121 | 58,10  | 24 |  |  |  |
|             | Paul Payet   | DVD         | 772   | 31,69  | 3  |  |  |  |
|             | Roger Hoarau | PCR         | 620   | 10,20  | 2  |  |  |  |
|             |              |             |       |        |    |  |  |  |
| Inscrits    | Inscrits     | Inscrits    | 4 385 | 100,00 |    |  |  |  |
| Abstentions | Abstentions  | Abstentions | 823   | 18,77  |    |  |  |  |
| Votants     | Votants      | Votants     | 3 562 | 81,23  |    |  |  |  |
| Exprimés    | Exprimés     | Exprimés    | 3 513 | 80,11  |    |  |  |  |

### La Plaine-des-Palmistes
- Maire sortant : Marcel Boissier (PS)
- 19 sièges à pourvoir au conseil municipal

| Tête de liste | Tête de liste   | Liste    | Premier tour | Premier tour | Sièges | Sièges |
| Tête de liste | Tête de liste   | Liste    | Voix         | %            | CM     |        |
| ------------- | --------------- | -------- | ------------ | ------------ | ------ | ------ |
|               | Marcel Boissier | PS (RSD) |              |              | 19     |        |
|               | Marco Boyer     | RPR      |              |              |        |        |

### La Possession
- Maire sortant : Roland Robert (PCR)
- 33 sièges à pourvoir au conseil municipal

|             | Roland Robert    | PCR         | 3 204 | 68,22  | 28 |  |  |  |
|             | Ponin Ballom     | Droite      | 1 104 | 23,52  | 4  |  |  |  |
|             | Jean-Max Mativel | PS          | 388   | 8,26   | 1  |  |  |  |
|             |                  |             |       |        |    |  |  |  |
| Inscrits    | Inscrits         | Inscrits    | 5 595 | 100,00 |    |  |  |  |
| Abstentions | Abstentions      | Abstentions | 823   | 14,71  |    |  |  |  |
| Votants     | Votants          | Votants     | 4 772 | 85,29  |    |  |  |  |
| Exprimés    | Exprimés         | Exprimés    | 4 696 | 83,93  |    |  |  |  |

### Le Port
- Maire sortant : Paul Vergès (PCR)
- 35 sièges à pourvoir au conseil municipal

|             | Paul Vergès    | PCR         | 6 774  | 64,98  | 29 |  |  |  |
|             | André Gonthier | DVD         | 3 650  | 35,01  | 6  |  |  |  |
|             |                |             |        |        |    |  |  |  |
| Inscrits    | Inscrits       | Inscrits    | 12 696 | 100,00 |    |  |  |  |
| Abstentions | Abstentions    | Abstentions | 2 127  | 16,75  |    |  |  |  |
| Votants     | Votants        | Votants     | 10 569 | 83,25  |    |  |  |  |
| Exprimés    | Exprimés       | Exprimés    | 10 424 | 82,10  |    |  |  |  |

### Le Tampon
- Maire sortant : Paul Badré (RPR)
- 39 sièges à pourvoir au conseil municipal

| Tête de liste | Tête de liste         | Liste       | Premier tour | Premier tour | Second tour | Second tour | Sièges | Sièges |
| Tête de liste | Tête de liste         | Liste       | Voix         | %            | Voix        | %           | CM     |        |
| ------------- | --------------------- | ----------- | ------------ | ------------ | ----------- | ----------- | ------ | ------ |
|               | André Thien Ah Koon   | RPR         | 5 749        | 38,69        | 7 071       | 46,23       | 29     |        |
|               | Paul Badré            | RPR         | 4 870        | 32,77        | 4 425       | 28,93       | 5      |        |
|               | Philippe Robert Berne | PCR         | 4 239        | 28,53        | 3 799       | 24,83       | 5      |        |
|               |                       |             |              |              |             |             |        |        |
| Inscrits      | Inscrits              | Inscrits    | 20 054       | 100,00       | 20 051      | 100,00      |        |        |
| Abstentions   | Abstentions           | Abstentions | 4 974        | 24,80        | 4 592       | 22,90       |        |        |
| Votants       | Votants               | Votants     | 15 080       | 75,20        | 15 459      | 77,10       |        |        |
| Exprimés      | Exprimés              | Exprimés    | 14 858       | 74,09        | 15 295      | 76,28       |        |        |

### Les Avirons
- Maire sortant : Henri Fort (RPR)
- 29 sièges à pourvoir au conseil municipal

| Tête de liste | Tête de liste   | Liste       | Premier tour | Premier tour | Second tour | Second tour | Sièges | Sièges |
| Tête de liste | Tête de liste   | Liste       | Voix         | %            | Voix        | %           | CM     |        |
| ------------- | --------------- | ----------- | ------------ | ------------ | ----------- | ----------- | ------ | ------ |
|               | Henri Fort      | RPR         | 1 299        | 47,77        | 1 401       | 47,45       | 7      |        |
|               | Joseph Lacaille | DVD         | 689          | 24,27        | 1 551       | 52,54       | 22     |        |
|               | Daniel Beton    | MRG         | 447          | 15,75        |             |             |        |        |
|               | Paul Alex Zetor | Droite      | 403          | 14,20        |             |             |        |        |
|               |                 |             |              |              |             |             |        |        |
| Inscrits      | Inscrits        | Inscrits    | 3 238        | 100,00       | 3 233       | 100,00      |        |        |
| Abstentions   | Abstentions     | Abstentions | 358          | 11,06        | 253         | 7,82        |        |        |
| Votants       | Votants         | Votants     | 2 880        | 88,94        | 2 980       | 92,17       |        |        |
| Exprimés      | Exprimés        | Exprimés    | 2 838        | 87,65        | 2 952       | 91,31       |        |        |

### Les Trois-Bassins
- Maire sortant : Rieul Lauret (RPR)
- 29 sièges à pourvoir au conseil municipal

| Tête de liste | Tête de liste    | Liste       | Premier tour | Premier tour | Sièges | Sièges |
| Tête de liste | Tête de liste    | Liste       | Voix         | %            | CM     |        |
| ------------- | ---------------- | ----------- | ------------ | ------------ | ------ | ------ |
|               | Rieul Lauret     | RPR         | 1 498        | 58,56        | 24     |        |
|               | Serge Saint-Alme | RPR         | 748          | 29,24        | 4      |        |
|               | Daniel Pausé     | PS          | 312          | 12,29        | 1      |        |
|               |                  |             |              |              |        |        |
| Inscrits      | Inscrits         | Inscrits    | 3 078        | 100,00       |        |        |
| Abstentions   | Abstentions      | Abstentions | 492          | 15,98        |        |        |
| Votants       | Votants          | Votants     | 2 586        | 84,01        |        |        |
| Exprimés      | Exprimés         | Exprimés    | 2 558        | 83,10        |        |        |

### Petite-Île
- Maire sortant : Armand Nativel (RPR)
- 29 sièges à pourvoir au conseil municipal

| Tête de liste | Tête de liste    | Liste       | Premier tour | Premier tour | Sièges | Sièges |
| Tête de liste | Tête de liste    | Liste       | Voix         | %            | CM     |        |
| ------------- | ---------------- | ----------- | ------------ | ------------ | ------ | ------ |
|               | Christophe Payet | PS          | 2 425        | 56,23        | 23     |        |
|               | Jacques Nativel  | DVD         | 1 849        | 43,26        | 6      |        |
|               |                  |             |              |              |        |        |
| Inscrits      | Inscrits         | Inscrits    | 5 131        | 100,00       |        |        |
| Abstentions   | Abstentions      | Abstentions | 792          | 15,43        |        |        |
| Votants       | Votants          | Votants     | 4 339        | 84,56        |        |        |
| Exprimés      | Exprimés         | Exprimés    | 4 274        | 83,30        |        |        |

### Saint-André
- Maire sortant : Jean-Paul Virapoullé (UDF-CDS)
- 35 sièges à pourvoir au conseil municipal

|             | Jean-Paul Virapoullé | UDF-CDS     | 6 449  | 50,18  | 27 |  |  |  |
|             | Laurent Vergès       | PCR         | 6 402  | 49,81  | 8  |  |  |  |
|             |                      |             |        |        |    |  |  |  |
| Inscrits    | Inscrits             | Inscrits    | 15 961 | 100,00 |    |  |  |  |
| Abstentions | Abstentions          | Abstentions | 2 986  | 18,71  |    |  |  |  |
| Votants     | Votants              | Votants     | 12 975 | 81,29  |    |  |  |  |
| Exprimés    | Exprimés             | Exprimés    | 12 851 | 80,51  |    |  |  |  |

### Saint-Benoît
- Maire sortant : David Moreau (RPR)
- 35 sièges à pourvoir au conseil municipal

|             | Jean-Claude Fruteau  | PS          | 5 410  | 52,93  | 28 |  |  |  |
|             | Bertho Audifax       | UDF         | 3 210  | 31,40  | 5  |  |  |  |
|             | André Georges Turpin | DVD         | 1 600  | 15,65  | 2  |  |  |  |
|             |                      |             |        |        |    |  |  |  |
| Inscrits    | Inscrits             | Inscrits    | 13 836 | 100,00 |    |  |  |  |
| Abstentions | Abstentions          | Abstentions | 3600   | 26,02  |    |  |  |  |
| Votants     | Votants              | Votants     | 10 236 | 73,98  |    |  |  |  |
| Exprimés    | Exprimés             | Exprimés    | 10 220 | 73,86  |    |  |  |  |

### Saint-Denis
- Maire sortant : Auguste Legros (RPR)
- 55 sièges à pourvoir au conseil municipal

|             | Auguste Legros * | RPR         | 18 421 | 56,57  | 44 |  |  |  |
|             | Gilbert Annette  | PS          | 11 223 | 34,46  | 9  |  |  |  |
|             | Gilbert Gérard   | UDF         | 2 917  | 8,95   | 2  |  |  |  |
|             |                  |             |        |        |    |  |  |  |
| Inscrits    | Inscrits         | Inscrits    | 48 990 | 100,00 |    |  |  |  |
| Abstentions | Abstentions      | Abstentions | 16 068 | 32,80  |    |  |  |  |
| Votants     | Votants          | Votants     | 32 922 | 67,20  |    |  |  |  |
| Exprimés    | Exprimés         | Exprimés    | 32 561 | 66,46  |    |  |  |  |

### Saint-Joseph
- Maire sortant : Guy Hoarau (UDF)
- 35 sièges à pourvoir au conseil municipal

| Tête de liste | Tête de liste | Liste | Premier tour | Premier tour | Sièges | Sièges |
| Tête de liste | Tête de liste | Liste | Voix         | %            | CM     |        |
| ------------- | ------------- | ----- | ------------ | ------------ | ------ | ------ |
|               | Guy Hoarau    | UDF   | 4 864        | 55,16        | 28     |        |
|               | André Lauret  | DVG   | 2 553        | 28,95        | 5      |        |
|               | Charles Payet | DVD   | 820          | 9,30         | 1      |        |
|               | Roland Morel  | SE    | 580          | 6,50         | 1      |        |

### Saint-Leu
- Maire sortant : Marie-Thérèse de Chateauvieux (UDF)
- 33 sièges à pourvoir au conseil municipal

|             | Mario Hoarau                  | PCR         | 5 346  | 59,62  | 27 |  |  |  |
|             | Marie-Thérèse de Chateauvieux | UDF         | 3 620  | 40,37  | 6  |  |  |  |
|             |                               |             |        |        |    |  |  |  |
| Inscrits    | Inscrits                      | Inscrits    | 11 046 | 100,00 |    |  |  |  |
| Abstentions | Abstentions                   | Abstentions | 1 951  | 17,66  |    |  |  |  |
| Votants     | Votants                       | Votants     | 9 095  | 82,34  |    |  |  |  |
| Exprimés    | Exprimés                      | Exprimés    | 8 966  | 81,17  |    |  |  |  |

### Saint-Louis
- Maire sortant : Jean Fontaine (UDF)
- 39 sièges à pourvoir au conseil municipal

|             | Claude Hoarau  | PCR         | 9 228  | 54,17  | 30 |  |  |  |
|             | Jacques Técher | UDF         | 7 807  | 45,81  | 9  |  |  |  |
|             |                |             |        |        |    |  |  |  |
| Inscrits    | Inscrits       | Inscrits    | 21 382 | 100,00 |    |  |  |  |
| Abstentions | Abstentions    | Abstentions | 4 164  | 19,47  |    |  |  |  |
| Votants     | Votants        | Votants     | 17 218 | 80,52  |    |  |  |  |
| Exprimés    | Exprimés       | Exprimés    | 17 035 | 79,67  |    |  |  |  |

### Saint-Paul
- Maire sortant : Paul Bénard (RPR)
- 45 sièges à pourvoir au conseil municipal

|             | Paul Bénard | RPR         | 11 874 | 51,53  | 34 |  |  |  |
|             | Alexis Pota | PCR         | 11 165 | 48,46  | 11 |  |  |  |
|             |             |             |        |        |    |  |  |  |
| Inscrits    | Inscrits    | Inscrits    | 28 602 | 100,00 |    |  |  |  |
| Abstentions | Abstentions | Abstentions | 5 210  | 18,21  |    |  |  |  |
| Votants     | Votants     | Votants     | 23 392 | 81,78  |    |  |  |  |
| Exprimés    | Exprimés    | Exprimés    | 23 039 | 80,55  |    |  |  |  |

### Saint-Philippe
- Maire sortant : Wilfrid Bertile (PS)
- 17 sièges à pourvoir au conseil municipal

|             | Wilfrid Bertile | PS          | 966   | 55,32  | 17 |  |  |  |
|             | Hugues Salvan   | UDF         | 780   | 44,67  |    |  |  |  |
|             |                 |             |       |        |    |  |  |  |
| Inscrits    | Inscrits        | Inscrits    | 2 123 | 100,00 |    |  |  |  |
| Abstentions | Abstentions     | Abstentions | 365   | 17,19  |    |  |  |  |
| Votants     | Votants         | Votants     | 1 758 | 82,81  |    |  |  |  |
| Exprimés    | Exprimés        | Exprimés    | 1 746 | 82,24  |    |  |  |  |

### Saint-Pierre
- Maire sortant : Paul-Alfred Isautier (UDF)
- 43 sièges à pourvoir au conseil municipal

|             | Élie Hoarau      | PCR         | 11 179 | 53,32  | 33 |  |  |  |
|             | Pierre Lagourgue | UDF         | 9 785  | 46,67  | 10 |  |  |  |
|             |                  |             |        |        |    |  |  |  |
| Inscrits    | Inscrits         | Inscrits    | 27 084 | 100,00 |    |  |  |  |
| Abstentions | Abstentions      | Abstentions | 5 852  | 21,61  |    |  |  |  |
| Votants     | Votants          | Votants     | 21 232 | 78,39  |    |  |  |  |
| Exprimés    | Exprimés         | Exprimés    | 20 964 | 77,40  |    |  |  |  |

### Sainte-Marie
- Maire sortant : Yves Barau (RPR)
- 33 sièges à pourvoir au conseil municipal

| Tête de liste | Tête de liste | Liste       | Premier tour | Premier tour | Second tour | Second tour | Sièges | Sièges |
| Tête de liste | Tête de liste | Liste       | Voix         | %            | Voix        | %           | CM     |        |
| ------------- | ------------- | ----------- | ------------ | ------------ | ----------- | ----------- | ------ | ------ |
|               | Yves Barau    | RPR         | 2 973        | 42,00        | 3 208       | 44,70       | 7      |        |
|               | Axel Kichenin | DVG (MPG)   | 2 312        | 32,66        | 3 968       | 55,29       | 26     |        |
|               | Bruny Payet   | PCR         | 1 793        | 25,33        |             |             |        |        |
|               |               |             |              |              |             |             |        |        |
| Inscrits      | Inscrits      | Inscrits    | 8 423        | 100,00       | 8 423       | 100,00      |        |        |
| Abstentions   | Abstentions   | Abstentions | 1 278        | 15,17        | 1 193       | 14,16       |        |        |
| Votants       | Votants       | Votants     | 7 145        | 84,83        | 7 230       | 85,84       |        |        |
| Exprimés      | Exprimés      | Exprimés    | 7 078        | 84,03        | 7 176       | 85,19       |        |        |

### Sainte-Rose
- Maire sortant : Alix Elma (UDF)
- 29 sièges à pourvoir au conseil municipal

|             | Ary Payet   | PCR         | 1 408 | 50,68  | 22 |  |  |  |
|             | Alix Elma   | UDF         | 1 370 | 49,32  | 7  |  |  |  |
|             |             |             |       |        |    |  |  |  |
| Inscrits    | Inscrits    | Inscrits    | 3 501 | 100,00 |    |  |  |  |
| Abstentions | Abstentions | Abstentions | 673   | 19,22  |    |  |  |  |
| Votants     | Votants     | Votants     | 2 828 | 80,78  |    |  |  |  |
| Exprimés    | Exprimés    | Exprimés    | 2 778 | 79,35  |    |  |  |  |

### Sainte-Suzanne
- Maire sortant : Lucet Langenier (PCR)
- 33 sièges à pourvoir au conseil municipal

|             | Lucet Langenier         | PCR         | 3 276 | 55,40  | 26 |  |  |  |
|             | Jacques de Chateauvieux | DVD         | 2 637 | 44,59  | 7  |  |  |  |
|             |                         |             |       |        |    |  |  |  |
| Inscrits    | Inscrits                | Inscrits    | 6 609 | 100,00 |    |  |  |  |
| Abstentions | Abstentions             | Abstentions | 627   | 9,49   |    |  |  |  |
| Votants     | Votants                 | Votants     | 5 982 | 90,51  |    |  |  |  |
| Exprimés    | Exprimés                | Exprimés    | 5 913 | 89,47  |    |  |  |  |

### Salazie
- Maire sortant : Jean-Claude Welmant (RPR)
- 29 sièges à pourvoir au conseil municipal

| Tête de liste | Tête de liste    | Liste       | Premier tour | Premier tour | Second tour | Second tour | Sièges | Sièges |
| Tête de liste | Tête de liste    | Liste       | Voix         | %            | Voix        | %           | CM     |        |
| ------------- | ---------------- | ----------- | ------------ | ------------ | ----------- | ----------- | ------ | ------ |
|               | Maximin Maillot  | DVD         | 1 055        | 35,90        | 1 348       | 44,51       | 6      |        |
|               | Samuel Carpaye   | DVD (UDRP)  | 756          | 25,73        |             |             |        |        |
|               | Roland Elisabeth | DVD         | 684          | 23,28        | 1 680       | 55,48       | 23     |        |
|               | François Javel   | DVG         | 443          | 15,07        |             |             |        |        |
|               |                  |             |              |              |             |             |        |        |
| Inscrits      | Inscrits         | Inscrits    | 3 938        | 100,00       | 3 998       | 100,00      |        |        |
| Abstentions   | Abstentions      | Abstentions | 978          | 24,83        | 930         | 23,26       |        |        |
| Votants       | Votants          | Votants     | 2 960        | 75,16        | 3 068       | 76,74       |        |        |
| Exprimés      | Exprimés         | Exprimés    | 2 938        | 74,61        | 3 028       | 75,74       |        |        |